# Rubén Jurado
Rubén Jurado Fernández (Sevilla, España, 25 de abril de 1986) es un futbolista español que juega como delantero. Actualmente juega en el Martos CD de la Tercera Federación.

## Clubes
| Club                  | País    | Año             |
| --------------------- | ------- | --------------- |
| CD Utrera             | España  | 2004 - 2006     |
| Sevilla Atlético Club | España  | 2006            |
| CD Mairena            | España  | 2006 - 2007     |
| Berja C.F.            | España  | 2007            |
| Hellín Deportivo      | España  | 2007 - 2008     |
| CD Mairena            | España  | 2008 - 2009     |
| CP Cacereño           | España  | 2009 - 2010     |
| UD Almansa            | España  | 2011            |
| Piast Gliwice         | Polonia | 2011 - 2015     |
| ASA Tîrgu Mureș       | Rumania | 2015            |
| CD Atlético Baleares  | España  | 2015 - 2017     |
| Arka Gdynia           | Polonia | 2017 - 2018     |
| AEL Limassol FC       | Chipre  | 2018 - 2020     |
| Barakaldo CF          | España  | 2020 - 2021     |
| UD Poblense           | España  | 2021            |
| Xerez CD              | España  | 2022            |
| Recreativo de Huelva  | España  | 2022            |
| Salerm Puente Genil   | España  | 2023-2024       |
| Martos CD             | España  | 2024-Actualidad |

## Palmarés

### Títulos nacionales
| Título               | Club                 | País    | Año  |
| -------------------- | -------------------- | ------- | ---- |
| Copa Federación      | CD Atlético Baleares | España  | 2016 |
| Supercopa de Polonia | Arka Gdynia          | Polonia | 2017 |
| Copa de Chipre       | AEL Limassol         | Chipre  | 2019 |